# Félix Guillibert

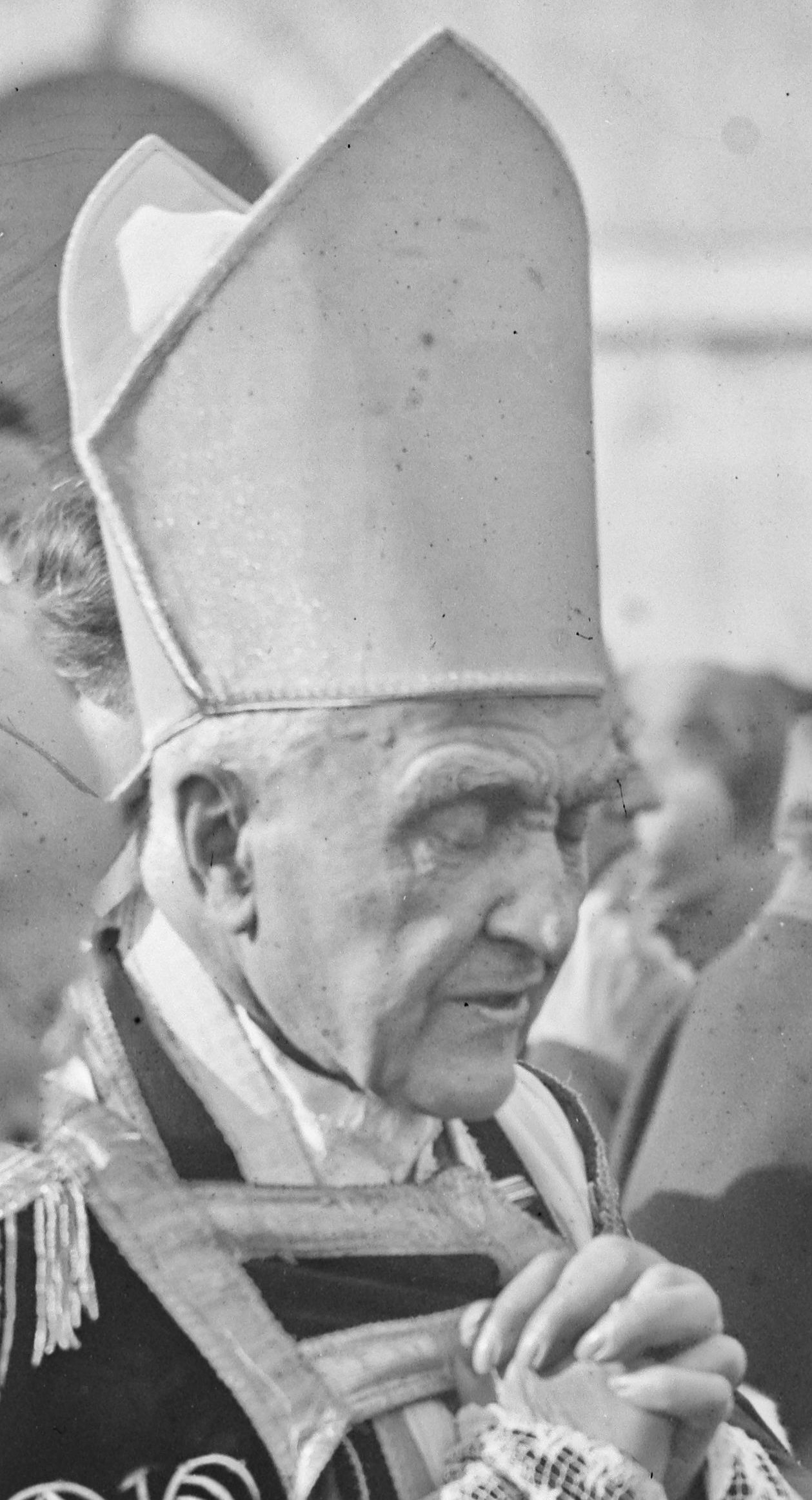
Félix Guillibert am 5. Januar 1924.

Félix Guillibert (* 1. November 1842 in Aix-en-Provence; † 31. Mai 1926 in Fréjus) war ein französischer römisch-katholischer Geistlicher und Bischof.

## Leben und Karriere

### Der Priester
Adolphe-Camille-Jean-Baptiste-Félix Guillibert stammte aus einer Aixer Juristenfamilie. Nach Besuch der Priesterseminare in Aix und Paris Saint-Sulpice wurde er 1865 zum Priester geweiht. Dann war er Sekretär von Erzbischof Georges Chalandon. 1874 übernahm er die Pfarrgemeinde Martigues und 1877 das katholische Gymnasium in Aix, wo er Charles Maurras und Henri Bremond zu Schülern hatte.

### Generalvikar in Aix und Bischof in Fréjus
1886 machte ihn Erzbischof Xavier Gouthe-Soulard (1819–1900) zu seinem Generalvikar. 1892 wurde er für den Bischofssitz von Clermont-Ferrand vorgeschlagen, scheiterte aber an der politischen Unbeliebtheit von Gouthe-Soulard. Nach der Trennung von Kirche und Staat am 9. Dezember 1905 wurde er 1906 von Pius X. zum Bischof von Fréjus ernannt (nachdem sein Vorgänger am 17. Juni 1905 verstorben war). Er zog am 15. März 1906 feierlich in Fréjus ein, musste aber am 19. Dezember des gleichen Jahres seinen Bischofssitz verlassen für eine Wohnung in der heutigen Straße Jean Jaurès Nr. 133. In seiner zwanzigjährigen Amtszeit stellte er sich auf das neue Regime ein, in dem die Priester nicht mehr vom Staat bezahlt wurden, und schuf Strukturen, die über ein halbes Jahrhundert funktionierten. Die Bistumsgeschichte lobt ihn als besonders fähigen Hirten und Verwalter. Er starb 1926 im Alter von 83 Jahren und wurde in der Kathedrale von Fréjus beigesetzt.

### Wahlspruch und Ehrungen
Guilliberts bischöflicher Wahlspruch lautete: Magnificetur Dominus (Gepriesen sei der Herr!). Er war Ritter der Ehrenlegion. An der Wand einer Seitenkapelle der Kathedrale von Fréjus ist seine Grabplatte angebracht.

## Werke
- Le Cardinal Boyer. Lecoffre, Paris 1898.